# Епархиальный совет Сербской православной церкви
Епархиальный совет (серб. Епархијски савјет) — один из органов церковной власти Сербской православной церкви, а точнее орган епархиального самоуправления.
В состав Епархиального совета входят:
- Епархиальный архиерей или его заместитель в качестве председателя
- Два члена епархиального церковного суда
- Один монах
- По одному клирику и одному мирянину от каждого архиерейского благочиния
- Пять мирян

Мандат членов Епархиального совета действует в течение шести лет.
Епархиальный совет должен созываться епархиальным архиереем или его местоблюстителем не реже одного раза в год на очередное заседание, а в случае необходимости в любое другое время. Решение Епархиального совета может считаться законным, только если в его работе приняло больше половины членов совета. Все решения принимаются путём голосования. В случае равного разделения голосов решающим считается голос председателя совета.